# I förmaket och köket
I förmaket och köket är ett ofullbordat och opublicerat drama av Anne Charlotte Leffler, skrivet 1885. Pjäsen hade den alternativa titeln Tjänarinnepjesen. Manuskriptet finns bevarat i Kungliga biblioteket i Stockholm.

### Fotnoter
1. ↑  ”I förmaket och köket. [Alternativ: Tjänarinnepjesen. (Ofullbordat utkast; ej ordnat); 48 blad”]. Anne Charlotte Lefflers papper. Kungliga biblioteket. https://arken.kb.se/se-s-hs-l4-a-4-2-7-2. Läst 13 april 2020.